# Nerodia taxispilota
Nerodia taxispilota är en ormart som beskrevs av Holbrook 1838. Nerodia taxispilota ingår i släktet Nerodia och familjen snokar. IUCN kategoriserar arten globalt som livskraftig. Inga underarter finns listade i Catalogue of Life.
Arten når en kroppslängd av 70 till 175 cm och honor är allmänt större än hannar. Den kännetecknas av en tjock bål och ett stort huvud som är bredare än halsen. Från toppen har huvudet formen av en romb liksom hos giftiga ormar som lever i samma region. Ögonen ligger på huvudets topp och är riktade framåt. Kroppen har en brun till mörkbrun färg med flera mörka fläckar. Färgen på undersidan är oftast gul eller brunaktig.
Denna orm lever i sydöstra USA, ofta nära havet. Den är vanligast i Florida och Virginia och den hittas även i Alabama, Georgia, North Carolina och South Carolina. Nerodia taxispilota vistas nära eller i vattnet i floder, träskmarker, dammar och i bräckt vatten. Den klättrar på grenar, kvistar, trädstammar som ligger i vattnet och på andra föremål. Ormen har bra simförmåga men floder som är cirka 100 meter bred korsas bara av stora exemplar.
Individerna är vanligen aktiva på dagen och på natten vilar de ensamma eller i mindre grupper. Nerodia taxispilota flyr vanligen vid fara men den kan även bita. Arten jagar fiskar och groddjur. Honor lägger inga ägg utan föder upp till 60 levande ungar. Antagligen förvaras hannens sädesvätska en tid i honans kropp innan den egentliga dräktigheten börjar. Vissa exemplar i fångenskap levde 6 år.